# Aarmassiv

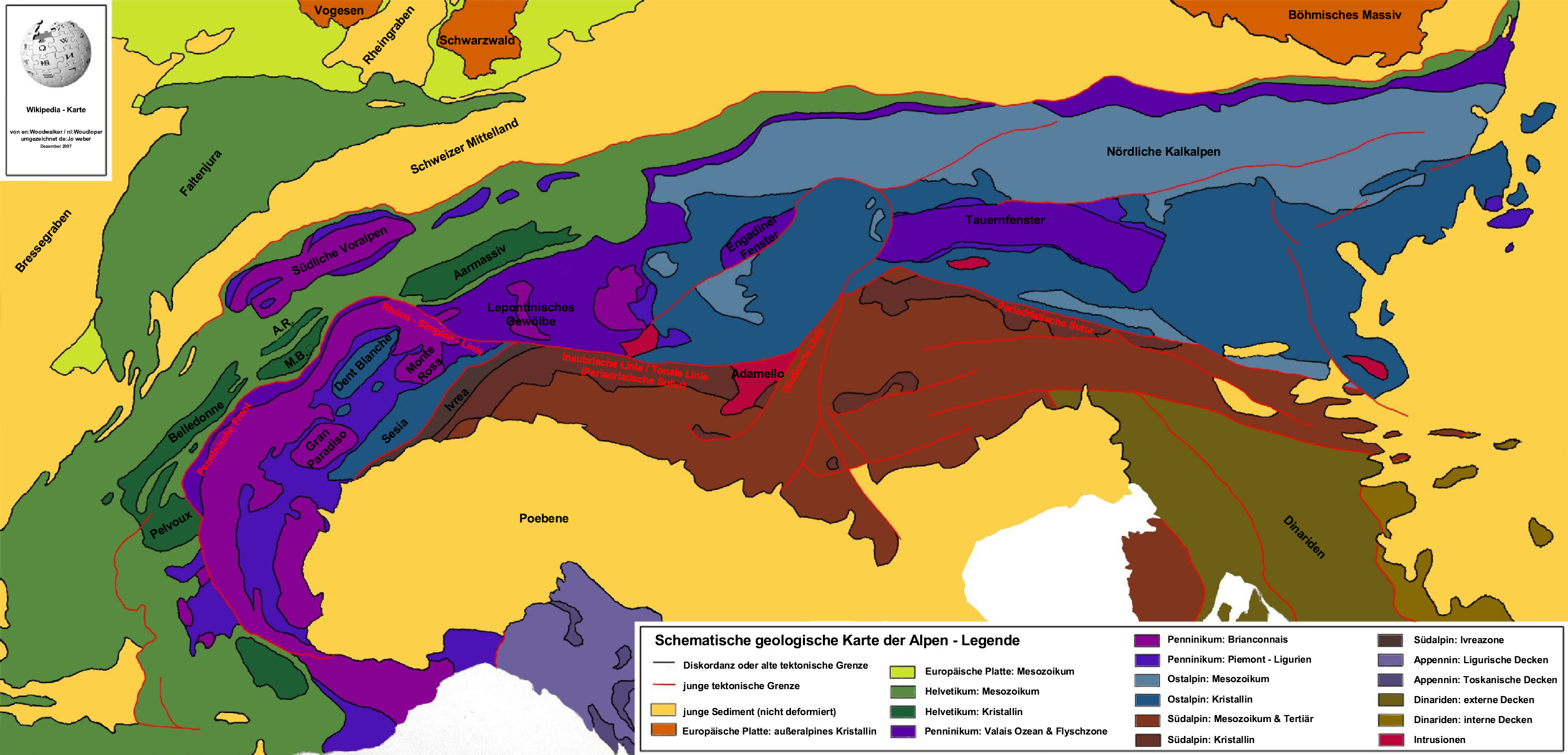
Geologische Skizze der Alpen mit dem Aar-/Gotthardmassiv

Das Aarmassiv ist das grösste Zentralmassiv (aus geologisch altem kristallinem Grundgebirge bestehende Bergmassiv) der Schweizer Alpen. Es gehört zu den Westalpen.

## Geologie
Das Aarmassiv gehört neben dem Gotthardmassiv, dem Aiguilles Rouges-/Arpille-Massiv und dem Mont-Blanc-Massiv zu den vier Zentralmassiven der Schweizer Alpen. Es wird geologisch als Zentralmassiv bezeichnet, weil es zwar als kristallines Grundgebirge gestaucht, aber nicht in den Bau der Helvetischen Decken einbezogen worden ist und deshalb als autochthon, das heisst ortsansässig (im Rahmen der Alpenbildung kaum verschoben), gilt. Die Einheiten des Helvetikums zeichnen sich dadurch aus, dass sie – anders als weite Teile insbesondere der östlichen und südlichen Alpen – bereits lange vor der Schliessung des Tethys-Ozeans Teil des europäischen Kontinents waren und dessen damaligen Südrand, einschließlich des vorgelagerten Schelfbereiches, bildeten.
Der überwiegende Teil des Aarmassivs besteht aus Gneis und Granit, ferner aus kristallinen Schiefern und Amphibolit. Gneise, Schiefer und Amphibolit entstanden aus vormaligen Sediment- und Schmelzgesteinen tief in der Erdkruste. Der Granit (Zentraler Aaregranit) ist in diese Gesteine vor etwa 300 Millionen Jahren eingedrungen. An seiner Nordflanke wird das Kristallin von unmetamorphen autochthonen bis geringfügig allochthonen Sedimenten aus Jura, Kreide und Alttertiär überlagert, die ebenfalls dem Helvetikum zugerechnet werden. Im Zuge der verstärkten Hebung der Alpen ab dem Miozän erfolgte die Abtragung der auf dem Grundgebirge lagernden Sedimente. Zum Teil kam es am heutigen Nordrand des Aarmassivs auch zu geringfügiger Überschiebung des Kristallins nach Norden über die sedimentären Deckschichten, so an der Jungfrau und südlich des Eigers.
Die geologischen (tektono-stratigraphischen) Einheiten des Aarmassivs streichen Westsüdwest-Ostnordost, was eine Hauptstauchung in nordnordwestlich-südsüdöstlicher Richtung anzeigt. Innerhalb des Kristallins werden von Nord nach Süd das Lauterbrunner- und Innertkirchner-Kristallin, das Altkristallin nördlich des Aaregranits, der Zentrale Aaregranit (grösster Granitkörper der Schweiz mit 500 km² Ausbissfläche im Raum Grimsel-Göscheneralp-Reusstal) und die südliche Gneiszone (hoher Anteil von Augengneis) unterschieden.

## Geographie
Das Aarmassiv erstreckt sich geologisch in West-Ost-Richtung nördlich des alpinen Längstals von etwa Leukerbad bis zum Tödi. Im Bereich von Tödi und Cavistrau bis etwa nach Brigels hin bildet das Aarmassiv nur noch den Sockel der Berge, deren Gipfel aus Sedimenten bestehen. Weiter nördlich und östlich ist das Aarmassiv überhaupt nur noch in extrem tief eingeschnittenen Tälern aufgeschlossen, so am Limmerensee und zwischen Gigerwald und Vättis (Vättner Fenster). Südwestlich von Leukerbad und Leuk taucht das Aarmassiv unter die penninischen Decken der Walliser Alpen ab.
Es steht unterirdisch in Verbindung mit den Massiven des Mont Blanc und der Aiguilles Rouges, die bereits westlich von Sitten auf der Südseite des Grand Chavalard wieder zum Vorschein kommen.

### Bedeutende Gipfel
Aaregranit: Bietschhorn, Nesthorn, Dammastock, Oberalpstock.
Kristalline Hülle des Aaregranits: Aletschhorn, Jungfrau, Mönch, Finsteraarhorn, Schreckhorn, Sustenhorn, Bristen, Düssi.
Mesozoische Sedimenthülle („Autochthon“): Balmhorn, Blümlisalp, Eiger, Wetterhorn, Titlis, Windgällen, Clariden, Tödi, Hausstock.